# 表現增強物質
表現增強物質(Performance-enhancing substances)，也稱為表現增強藥物（performance-enhancing drugs,縮寫為PED），是用於改善人類任何形式的活動表現的物質。一個著名的例子是在體育運動中使用的藥物，運動員和健美運動員可能使用被體育界禁用的藥物。運動員在服食後因體能的增強，能顯著提升表現，但由於副作用巨大，因此是被禁止使用的。然而，由於現代生物醫學科技一日千里，藥物推陳出新，要完全杜絕難度極高，因此國際組織會將運動員的尿液樣本一直保存，並隨時翻驗。有時，學生會使用認知增強藥物（俗稱聰明藥）來提高學習成績。軍事人員也會使用增強表現的物質來增強戰鬥力。
表現增強藥物的使用涵蓋合法使用和藥物濫用的類別。

## 定義
物質作為提高性能的物質的分類並不完全明確和客觀。與其他類型的分類一樣，某些原型性能增強劑也被普遍分類（例如合成代謝類固醇），而其他物質（例如維生素和蛋白質補充劑）儘管對性能有影響，但實際上從未被分類為性能增強劑。與分類一樣，存在臨界情況。例如，咖啡因被某些人（而非所有人）視為性能增強劑。

## 類型
- 合成代謝藥物可以增強肌肉，例如類固醇[5]、賀爾蒙（最著名的是生長激素）及其某些前藥[6]、選擇性雄激素受體調節劑[7]和β-2激動劑。[8][9]

- 興奮劑可提高注意力和機敏性。低（治療）劑量的多巴胺類興奮劑（例如再攝取抑制劑和單胺釋放劑）還分別通過改善肌肉強度和耐力同時減少反應時間和疲勞來促進認知和運動表現，分別作為聰明藥和增效劑；[10][11][12]一些可以提高運動成績的興奮劑包括咖啡因[13]、麻黃鹼、派醋甲酯和苯丙胺。[10][11][12][14][15]

- 運動表現增強藥物包括許多對身體成績有各種影響的藥物。苯丙胺和哌醋甲酯等藥物可在恆定的感知勞累水平下增加功率輸出並延遲疲勞發作[14][15][16]，除其他運動表現增強效果外[10][11][12]，安非他酮還可以在恆定的感知勞累水平上增加功率輸出，但僅限於短期使用[16]。肌酸是運動員常用的營養補充品，可增加高強度運動能力。[17]

- 人類生物分子 - 肌酸和β-羥基-β-甲基丁酸是人類中天然存在的化合物，在補充時對身體組成有影響。[18]

- 聰明藥或“認知增強劑”通過改善記憶力而有益於整體認知（例如，增加工作內存容量或進行更新）或認知控制的其他方面（例如抑制控制、注意力控制、注意長度等）。[2][19]

- 止痛藥能使表現超出通常的疼痛閾值。一些止痛藥會升高血壓，增加對肌肉細胞的氧氣供應。運動員使用的止痛藥包括非處方藥如非類固醇抗發炎藥（例如布洛芬）到功能強大的處方麻醉藥。

- 鎮靜劑和抗焦慮藥有時用於諸如射箭之類的運動中，需要穩定的手和準確的瞄準，還需要克服過度的緊張或不適感。地西泮和普萘洛爾是常見的例子；偶爾也使用乙醇和大麻。

- 血液增強劑使血液的攜氧能力超出個人的自然能力。它們用於耐力運動，例如長跑、騎自行車和越野滑雪。重組人類紅血球生成素（rhEPO）是該類別中最廣為人知的藥物之一。[18]

## 外部連結
- 维基共享资源上的相關多媒體資源：表現增強物質